# Moše Sanbar
Moše Sanbar (hebrejsky: משה זנבר, rodným jménem Moše Sandberg; 29. března 1926 — 1. října 2012) byl izraelský ekonom a guvernér izraelské centrální banky.

## Biografie
Narodil se v Kecskemétu v Maďarsku. V roce 1944 byl odveden na nucenou práci a později deportován do koncentračních táborů Dachau a Mühldorf-Waldlager. O čtyři roky později podnikl ilegální aliju do britské mandátní Palestiny, kde posléze bojoval ve válce o nezávislost a byl těžce raněn během bitvy o Latrun. Studoval ekonomii na Hebrejské univerzitě.
Působil jako ředitel rozpočtového odboru na ministerstvu financí Izraele, byl předsedou správní rady banky Industrial Development Bank of Israel a také úřadujícím ministrem průmyslu a obchodu. Guvernérem izraelské centrální banky byl v letech 1971-1976. Mimo to též působil v soukromých společnostech a byl předsedou společností Solel Bone, Zelon, Banka Le'umi a Africa-Israel.